# 圣马克西尔
圣马克西尔（法語：Saint-Maxire，法語發音：[sɛ̃ maksiʁ]）是法国德塞夫勒省的一个市镇，属于尼奥尔区。

## 地理
圣马克西尔（46°23'58"N, 0°28'42"W）面积14.41 平方千米，位于法国新阿基坦大区德塞夫勒省，该省份为法国西部内陆省份，北起曼恩-卢瓦尔省，西接旺代省，南至夏朗德省和滨海夏朗德省，东临维埃纳省。
与圣马克西尔接壤的市镇（或旧市镇、城区）包括：埃希雷、圣韦娜、圣雷米、谢克、维利耶昂普莱讷。

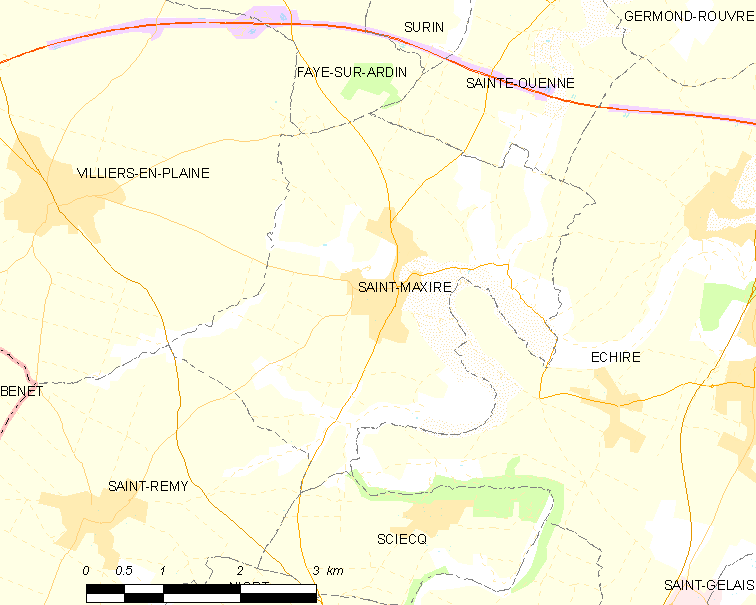
圣马克西尔的OSM定位图

圣马克西尔的时区为UTC+01:00、UTC+02:00（夏令时）。

## 行政
圣马克西尔的邮政编码为79410，INSEE市镇编码为79281。

## 政治
圣马克西尔所属的省级选区为欧蒂兹-埃格赖县。

## 人口

1962-2008年间圣马克西尔人口变化图示

圣马克西尔于2022年1月1日时的人口数量为1316人。